# Morsbach (Francja)
Morsbach – miejscowość i gmina we Francji, w regionie Grand Est, w departamencie Mozela.
Według danych na rok 1990 gminę zamieszkiwały 2 464 osoby, a gęstość zaludnienia wynosiła 484 osób/km² (wśród 2335 gmin Lotaryngii Morsbach plasuje się na 176. miejscu pod względem liczby ludności, natomiast pod względem powierzchni na miejscu 1003.).